# Ральники (Кирово-Чепецкий район)
 Ральники  — деревня в Кирово-Чепецком районе Кировской области в составе Пасеговского сельского поселения.

## География
Расположена на расстоянии примерно 7 км по прямой на юго-запад от центра поселения села Пасегово.

## История
Известна с 1662 года как починок Пятки Ральникова с 4 дворами, в 1764 году 83 жителя. В 1873 году в деревне Починок Пятки Ральникова (Ральниковы) дворов 11 и жителей 197, в 1905 26 и 158, в 1926 (Ральниковы) 36 и 187, в 1950 20 и 84, в 1989 нет постоянных жителей. Настоящее название утвердилось с 1950 года.

## Население
Постоянное население не было учтено как в 2002 году, так и в 2010.